# El canto del loco

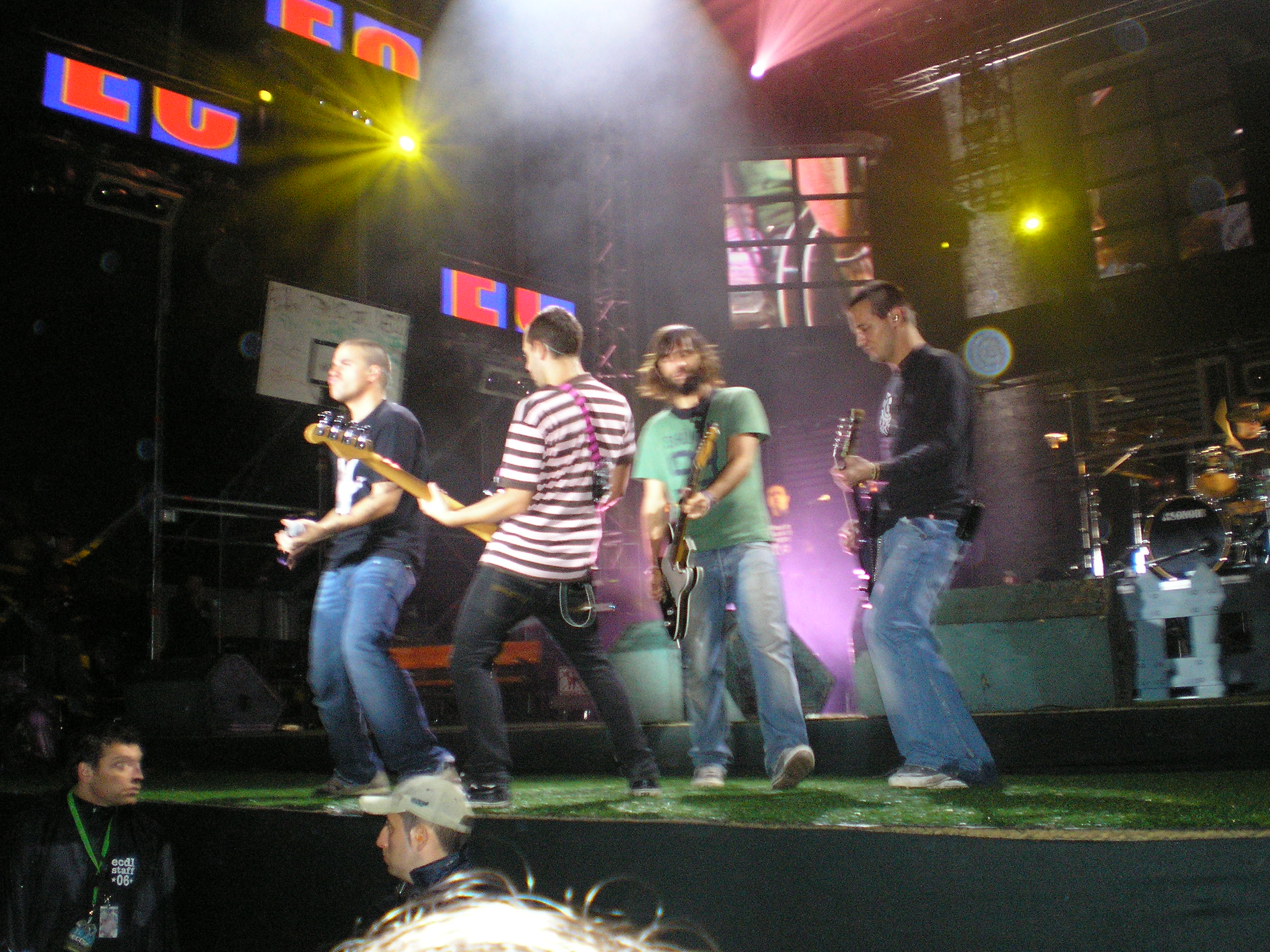
El canto del loco

El Canto Del Loco (afgekort ECDL) is een Spaanse poppunkband. De groep is opgericht in 1994 door Dani Martín en Ivan Ganchegui (die de band in 2002 verliet). Nu bestaat de band uit Dani Martín, David Otero en Chema Ruiz. In 2003 en 2005 wonnen ze de MTV Europe Music Award voor Beste Spaanse Act.
De groep vindt zijn oorsprong in de theaterschool Cristina Rota, waar Dani Martin studeerde sinds 1994 toen hij 18 was. Daar heeft hij een jongen ontmoet die gitaar speelde (Ivan Ganchegui). Nadat ze ontdekten dat ze beiden dezelfde muzikale smaak hadden, besloten ze een band op te richten.
De groep werd El Canto del Loco genoemd, omdat beiden fans waren van de band Radio Futura, en vooral hun lied El canto del gallo.

## Albums
- 2000: El Canto del Loco (eerste studioalbum) #6 SP
- 2002: A contracorriente (tweede studioalbum) #1 SP
- 2002: En directo - Sala Caracol 22-11-2002 (eerste livealbum)
- 2003: Estados de ánimo (derde studioalbum) #1 SP
- 2004: En directo - Sala Bikini 30-12-03 (tweede livealbum)
- 2005: Zapatillas (vierde studioalbum) #1 SP
- 2007: Arriba el telón (Las mejores rarezas) (verzameling van de tot dan toe verschenen albums) #8 SP
- 2008: Personas (vijfde studioalbum)>> #1 SP
- 2009: Radio La Colifata presenta a El Canto del Loco (verzamelalbum)
- 2009: Por mí y por todos mis compañeros (verzamelalbum)

## Singles
- 2000 Pequeñita >> #8 SP
- 2000 Llueve En Mí
- 2001 Eres Un Canalla >> #7 SP
- 2001 Y Si El Miedo
- 2001 Vivir Así Es Morir De Amor
- 2002 Son Sueños >> #1 SP
- 2002 Puede Ser (met Amaia Montero) >> #1 SP
- 2002 A Contracorriente >> #1 SP
- 2002 Crash
- 2002 Contigo
- 2003 La Madre De José >> #1 SP
- 2003 Volver A Disfrutar >> #1 SP
- 2003 Ya Nada Volverá A Ser Como Antes >> #1 SP
- 2004 Insoportable' >> #1 SP
- 2004 No Voy A Parar >> #2 SP
- 2004 Una Foto En Blanco y Negro >> #1 SP
- 2004 Despiértame
- 2005 Zapatillas >> #1 SP
- 2005 Volverá >> #1 SP
- 2006 Besos >> #1 SP
- 2008 Eres tonto >> #1 SP, #16 LA
- 2008 Peter Pan #1 SP
- 2009 La Suerte De Mi Vida
- 2009 Un Millon De Cicatrices
- 2010 Quiero Aprender De Ti

- International Standard Name Identifier: 0000 0000 9103 0432
- MusicBrainz: ee74192c-d21f-4de7-83e5-eed93e07ac07
- Virtual International Authority File: 133050409